# Samantha Sacramento
Samantha Sacramento és una advocada i parlamentària de Gibraltar, membre del Partit Socialista Laborista de Gibraltar (GSLP). Abans del seu retorn al Penyal de Gibraltar, formava part de l'equip jurídic de la Comissió per a la Igualtat Racial a Cardiff. Al desembre de 2011, va ser nomenada ministra de la Igualtat i Serveis Socials pel cap de Govern, Fabian Picardo.